# Дольфин, Джованни (1617—1699)
Джованни Дольфин (итал. Giovanni Dolfin; 22 апреля 1617, Венеция, Венецианская республика — 20 июля 1699, Удине, Венецианская республика) — итальянский куриальный кардинал и папский дипломат. Титулярный архиепископ Тагаста с 23 июня 1656 по 29 декабря 1657. Патриарх Аквилеи с 29 декабря 1657 по 20 июля 1699. Кардинал-священник с 7 марта 1667, с титулом церкви Сан-Сальваторе-ин-Лауро с 18 июля 1667 по 19 мая 1670. Кардинал-священник с титулярной диаконией pro hac vice Санти-Вито-Модесто-э-Крешенция с 19 мая 1670 по 20 июля 1699. 